# ريو تينتو
ريو تينتو هي مدينة من مدن البرتغال تقع في الشمال. يبلغ عدد سكانها 50713 نسمة وذلك حسب إحصائيات سنة 2011. وتعتبر ثالث أكبر تجمع سكاني في بورتو.

## أعلام
- مارتا موريرا